# Zakoni (Platon)
Zakoni (zajedno sa Državom) predstavljaju temeljno delo grčkog filozofa Platona.
Za razliku od Države gde Platon traga za apsolutno najboljom državom, u "Zakonima" se Platon zalaže za relativno najbolju državu u odnosu na postojeće relano stanje: zato su "Zakoni" realniji od utopističke Države. Sada on ne eli društvo u staleže, već akcentuje značaj porodice kao osnovne ćelije i baze društva. 
Iako je bio utopistički idealist, Platon je izučavao i probleme antičke grčke, gde je otkrio mnoge kontradikcije. On je otkrio jednu vrstu klasnih sukoba u antičkoj Grčkoj (i antičkom društvu u celini) kada kaže da se svaka država sastoji od dve države koje su u međusobnom sukobu. Ovde je mislio na državu siromašnih i državu bogatih. 

## Relevantni članci
- Država
- Platon
- Filozofija
- Antička filozofija